# Swan (Iowa)
Swan è un comune degli Stati Uniti d'America, situato nello Stato dell'Iowa, nella contea di Marion.